# Сколобов (Хорошевский район)
Сколобов (укр. Сколобів) — село на Украине, находится в Хорошевском районе Житомирской области.
Население по переписи 2001 года составляет 659 человек. Почтовый индекс — 12144. Телефонный код — 4145. Занимает площадь 2,248 км².

## Адрес местного совета
12144, Житомирская область, Хорошевский р-н, с. Сколобов, тел.: 3-37-20